# Vlag van Noord-Beveland (gemeente)

Vlag van de gemeente Noord-Beveland

De vlag van Noord-Beveland is sinds 26 november 1996 de officiële gemeentelijke vlag van de Zeeuwse gemeente Noord-Beveland.

## Omschrijving
De omschrijving van de vlag luidt als volgt:
Grondkleur wit, met aan de linkerzijde een rode baan, op het resterende witte gedeelte in het midden het gemeentewapen van een zodanige omvang dat boven en onder op esthetische verantwoorde wijze een ruimte in wit overblijft. De afbeeldingen op de vlag worden doorgedrukt, zodat aan weerszijde een beeld ontstaat van gelijke kwaliteit.
De rode baan bevindt zich in de broeking van de vlag, dat is aan de kant van de vlaggenmast. Het afgebeelde wapen is gelijk aan het gemeentewapen, compleet met de kroon.

## Verwante afbeeldingen

Wapen van Noord-Beveland

Borsele 
· Goes 
· Hulst 
· Kapelle 
· Middelburg 
· Noord-Beveland 
· Reimerswaal 
· Schouwen-Duiveland 
· Sluis 
· Terneuzen 
· Tholen 
· Veere 
· Vlissingen